# Grace Cutler
Grace Erin Cutler (Fort Collins, 18 febbraio 1997) è una calciatrice statunitense, di ruolo difensore.

## Carriera

### Club
Nel 2019 viene acquistata dal Washington Spirit ma non viene mai utilizzata in campionato.
Nell'estate 2019 decide di trasferirsi all'estero per iniziare il suo primo campionato in un paese straniero, trovando un accordo con il Sassuolo per giocare la stagione entrante in Serie A, massimo livello del campionato italiano. Il tecnico Gianpiero Piovani la impiega fin dalla 1ª giornata di campionato.